# ツァガンハグ湖
ツァガンハグ湖（ロシア語: о́зеро Цага́н-Хак、カルムイク語: Цаһан Хаг）はロシア南西部のカルムイク共和国のプリユトネンスキー地方に位置する塩湖である。エリスタの南南東36キロメートル、マヌィチ川の北11キロメートルに位置し、ドン盆地に属する。面積は19.9平方キロメートルで、カルムイク共和国の領域内にある湖の中では3番目に広い。
ツァガンハグ湖は、黒海とカスピ海を結んでいた古代の海峡の名残である。乾燥が著しい時期、ツァガンハグ湖は乾ききっており、春になってもエルゲニ高地から流れてくる雪解け水で多少満たされるにすぎない。
漁業、繊維、プラスチック製造などといった複数の産業が湖と関係している。ヌーディストビーチが沿岸にある。